# 나탈리아 다이어
나탈리아 다이어(Natalia Dyer, 1995년 7월 2일 ~ )는 미국의 배우이다. 넷플릭스 시리즈 《기묘한 이야기》의 낸시 윌러 역으로 유명하다.

## 출연 작품

### 영화
- 예스, 갓, 예스 - 앨리스 역
- 허드 앤 씬 - 윌리스 역

### 텔레비전
- 기묘한 이야기 (2016-현재) - 낸시 윌러 역